# 데일 고드볼도
데일 고드볼도(Dale Godboldo, 1975년 7월 5일 ~ )는 미국의 배우, 텔레비전 배우이다.
댈러스에서 태어났다.

## 영화
- 토르: 천둥의 신 (2011년) - 에이전트 가렛 역
- 페임 (2009년)
- 레이크뷰 테라스 (2008년)
- 이어 오브 더 독 (2007년) - 돈 역
- 타임캅 2 (2003년)
- 썸 오브 올 피어스 (2002년)
- 파이어트랩 (2001년)
- 콜드 하트 (1999년) - 코너 역
- MMC (1989년)